# Mitroplatia chrysomyzina
Mitroplatia chrysomyzina är en tvåvingeart som först beskrevs av Fritz Isidore van Emden 1965.  Mitroplatia chrysomyzina ingår i släktet Mitroplatia och familjen husflugor. Inga underarter finns listade i Catalogue of Life.